# Amphorateuthis alveatus
Amphorateuthis alveatus R. E. Young, Vecchione & Roper, 2007 è l'unica specie del genere monospecifico Amphorateuthis di molluschi cefalopodi della famiglia Sepiolidae.
Quattro esemplari di seppia vennero catturati nel 1964 dalla nave oceanografica danese R/V Anton Bruun al largo delle coste africane orientali. Questi esemplari non somigliavano a nessun genere conosciuto e vennero quindi piazzati in un nuovo genus Amphorateuthis.